# Lycée Edgar-Quinet (Bourg-en-Bresse)
Pour les articles homonymes, voir Lycée Edgar-Quinet.
Le lycée général et technologique Edgar-Quinet est un lycée public de Bourg-en-Bresse. Il porte le nom d'Edgar Quinet, écrivain et historien français, né à Bourg-en-Bresse.

## Histoire
En 1883, un décret autorise la création d'un lycée de jeunes filles à Bourg en Bresse. Celui-ci est construit au croisement de l'avenue Alsace Lorraine et le boulevard Paul Bert. Les travaux commencent en 1887 sous la direction de l'architecte départemental Tony Ferret
L'inauguration a lieu en 1888. C'est le vingtième lycée de France dédié au public féminin. Il porte alors le nom de "Lycée National de Jeunes Filles de Bourg"
La première rentrée se fait le 1er octobre 1888. Mademoiselle Vanel est alors directrice du lycée.
En 1903, Le lycée national de jeunes filles de Bourg est rebaptisé lycée Edgar Quinet, à l'occasion du centenaire de la naissance de l'historien et philosophe du même nom.
Le lycée est réquisitionné pendant la Première Guerre Mondiale, pour être utilisé comme hôpital.
En 1920, les premières candidates se présentent au baccalauréat.
Marcelle Pardé est directrice du lycée de 1932 à 1935.
En 1937, le chauffage central est installé.
En 1944, les troupes allemandes occupent les locaux, pour être utilisés de nouveau comme hôpital.  Le sous-sol sert à des interrogatoires: le lycée a hébergé des fillettes juives. 
Les effectifs du lycée augmentent d'année en année, jusqu'à 1035 en 1965. Des préfabriqués sont installés, mais le lycée a atteint sa capacité maximale. Certains cours ont lieu dans les couloirs ou sont délocalisés dans les anciens locaux de l'institution Carriat.
Le bâtiment ne pouvant pas être agrandi, il est décidé d'en construire un nouveau dès 1963 par le ministère. La Ville propose un terrain de 5 hectares, en face du nouveau lycée Carriat. Le projet prévoit d'accueillir 1000 élèves, dont 480 internes.
La rentrée dans le nouveau bâtiment, à l'emplacement actuel du lycée est prévue en 1968, mais les travaux ayant pris du retard, seules les élèves de terminale y sont accueillies. En 1970, le lycée est enfin achevé, et devient un lycée mixte. Mais il dépasse déjà sa capacité d'accueil avec 1201 élèves. Les préfabriqués de l'ancien lycée y sont alors transférés. 
Les anciens locaux du lycée sont convertis en lycée professionnel; il porte le nom de Marcelle Pardé, ancienne directrice et résistante, morte en déportation à Ravensbrück en 1945.
En 1974, le gymnase et la piscine sont livrés.
La mixité s'instaure peu à peu. 14 garçons en 1976, 306 en 1988. 
Il existe une Association des Anciennes et Anciens Élèves du Lycée Edgar Quinet de Bourg-en-Bresse, fondée en 1894. Elle propose diverses activités en collaboration avec le lycée.

## Enseignements

### Enseignement secondaire
Le lycée propose une préparation à différents baccalauréats:
- Bac général, avec les spécialités suivantes :
  - Mathématiques
  - Physique Chimie
  - Sciences de la Vie et de la Terre
  - Sciences Économiques et Sociales
  - Histoire-Géographie-Géopolitique-Sciences Politiques
  - Humanités Littérature et Philosophie
  - Littérature, Langues et Cultures Étrangères Anglais
  - Littérature, Langues et Cultures de l'Antiquité Latin
  - Histoire des Arts
  - Musique

- sections binationales[3],[4]
  - ABIBAC (Diplômes français et allemand)
  - BACHIBAC (Diplômes français et espagnol)

- Bacs technologiques:
  - STL option Sciences Physiques et Chimiques de Laboratoire
  - ST2S
  - STMG.

En outre, le lycée dispose des sections européennes anglais, et espagnol.
Le lycée possède un internat dont quelques places sont dédiées à un internat d'excellence.

### Enseignement supérieur

#### Classes préparatoires aux grandes écoles
Le lycée Edgar Quinet comporte une CPGE (classe préparatoire aux grandes écoles) "Economique et Commerciale de la voie Générale (ECG). Elle propose deux parcours:
- ECG ESH : Mathématiques appliquées et économie, sociologie,et histoire du monde contemporain
- ECG HGG: Mathématiques appliquées et histoire, géographie, et géopolitique du monde contemporain

Ouverte depuis le début des années 1990, la classe prépare les étudiants aux concours des écoles supérieures de commerce de toute la France (HEC, ESSEC, Kedge Business School, EM Strasbourg, etc.). Ses étudiants proviennent majoritairement de la région Rhône Alpes (Ain, Lyon, Isère, etc.) mais parfois de l'international.
Le classement national des classes préparatoires aux grandes écoles (CPGE) se fait en fonction du taux d'admission des élèves dans les grandes écoles. Depuis quelques années, les résultats aux concours de la prépa Quinet s'améliorent avec une étudiante admise à l'EDHEC en 2014 et une autre en 2017, un étudiant admis à l'ESSEC en 2015, un étudiant admis à l'EM Lyon en 2019.

#### Brevets de techniciens supérieurs (BTS)
- BTS SAM: Support à l'action managériale
- BTS GPME: Gestion de la PME
- BTS CJN: Collaborateur Juriste Notarial

## Classements

### Classement du lycée
En 2018, le lycée se classe 9e sur 16 au niveau départemental quant à la qualité d'enseignement, et 1609e sur 2277 au niveau national. Le classement s'établit sur quatre critères : le taux de réussite au bac, la proportion d'élèves de première qui obtient le baccalauréat en ayant fait les deux dernières années de leur scolarité dans l'établissement, le taux de mentions, et la valeur ajoutée (calculée à partir de l'origine sociale des élèves, de leur âge et de leurs résultats au diplôme national du brevet).
En 2019, le lycée se classe 11e sur 16 au niveau départemental, 66e sur 114 au niveau académique et 1494e au niveau national d'après le classement Figaro Etudiant 2020.
En 2021, le lycée apparaît 12ème au niveau national dans le classement des lycées qui obtiennent le plus de prix au concours général des lycées.

## Professeure célèbre
- Marcelle Pardé (1891 - 1945), résistante française, morte en déportation à Ravensbrück, fut directrice du lycée de 1932 à 1935[11].

## Événements

### Blocus de novembre et décembre 2018
En fin d'année 2018, une série de blocus s'inscrivant dans le mouvement lycéen en France de 2018 aura lieu, dans un premier temps en réponse à l'appel de l'Union nationale lycéenne puis les manifestants participeront au Mardi Noir de Union nationale lycéenne syndicale et démocratique. Les lycéens étaient en partie avec le mouvement des Gilets jaunes mais ils soutenaient également leurs propres revendications.